# Turkräden på Island 1627

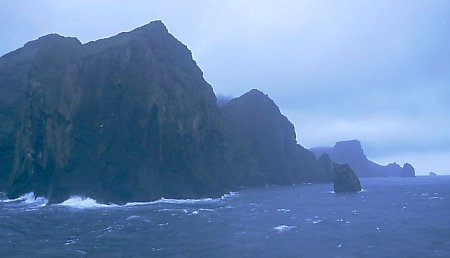
Klipporna utanför Västmannaöarna.

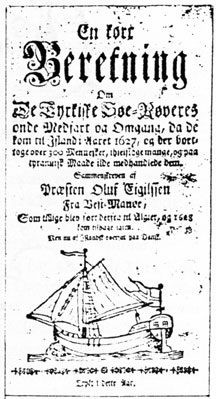
Bok från 1628 som är skriven av Ólafur Egilsson, där han skildrar sina öden i fångenskap.

Turkräden (isländska: Tyrkjaránið) på Island 1627 var en serie sjörövarräder och bortföranden av slavar. De utfördes av osmanska barbareskpirater från nordvästra Afrika och utspelade sig utanför Grindavík, Västmannaöarna och Hemön mellan 20 juni och 19 juli 1627.

## Överfallet
Tre skepp lade till vid kusten. Det var slavskepp som hade kommit från piratnästena i Algeriet och Tunisien för att ta med sig kristna slavar tillbaka till Medelhavet. Piraterna dödade alla som gjorde motstånd och tog framför allt kvinnor och barn som slavar. Byarna brändes sedan ner. Totalt togs 380 islänningar som slavar ner till barbareskstaterna. Detta var en av de mest omtalade räderna under slavhandeln på Barbareskkusten.

## Efterspel
När islänningarna kom fram till barbareskstaterna väntade år av slit. Många slavar konverterade till islam för att få det mildare under tiden i Nordafrika och gifte sig både med andra slavar och infödda. 
Prästen Ólafur Egilsson från Hemön lyckades köpa sig fri och återvände till hemlandet. Han kunde med egna medel och med hjälp av insamlingar från kyrkan få tillbaka cirka etthundra av de isländska slavarna. 
Dansken Hark Olufs blev tillfångatagen av samma sjörövare och levde 13 år bland nordafrikansk och turkisk befolkning och blev till sist ambassadör åt olika muslimska hertigdömen. Efter att han konverterat till islam och gjort en pilgrimsfärd till Mecka blev han fri och reste tillbaka till Danmark.
Många dog av umbäranden under slavtiden och några på brutalt sätt. Korsfästelser förekom även vid ringa förseelser.